# Ньюмаркет Роуд
Ньюмаркет Роуд (англ. Newmarket Road) — футбольный стадион в Норидже, Англия. Являлся домашним стадионом местного клуба «Норвич Сити» до 1908 года. Был снесён из-за большой нехватки мест.
Первый матч на стадионе был сыгран 15 ноября 1902 против ныне принципиального соперника «Ипсвич Таун». Тогда «Норвич» победил — 1:0. Однако первый товарищеский матч был сыгран 6 сентября того же года против «Харвич энд Паркестон». Тогда была зафиксирована ничья 1:1.
Последний матч был сыгран 25 апреля 1908 против «Суиндон Таун». Норвич тогда победил 3:1.
Стадион предназначался для игр в крикет, регби, хоккей на траве и футбол.